# Krplivnik
Krplivnik (maďarsky Kapornak) je vesnice v občině Hodoš ve Slovinsku. V roce 2002 zde žilo 105 obyvatel.

## Poloha
Nachází se v Pomurském regionu na severovýchodě Slovinska. Vesnice je tvořena dvěma osadami – Veliki Krplivnik a Mali Krplivnik. Leží zhruba 2 km jižně od vesnice Hodoš, která je správním centrem občiny. Rozloha území je 5,6 km² a rozkládá se v nadmořské výšce zhruba od 230 m na severu do 300 m na jihu. Při severním okraji obce protéká řeka Velika Krka (maďarsky Kerka). Na východě a jihovýchodě hraničí s Maďarskem. Ve Slovinsku sousedí s obcemi Hodoš na severu, Domanjševci na jihu a Šalovci na západě.